# 10 лет — полёт нормальный
«10 лет — полёт нормальный» — альбом группы «Пилот», посвящённый её десятилетию. Состоит из полностью переделанных старых песен коллектива с привлечением таких известных российских музыкантов, таких как Вася Васин («Кирпичи»), Алексей Горшенёв («Кукрыниксы»), Ксения Ермакова («Джан ку»), Александр Конвисер («Бригадный подряд»), Хелависа («Мельница»).
Также в альбоме есть новая композиция, позже вошедшая в альбом «1+1=1» — «Godpisem.net» («Нет вестей с небес»).

## Список композиций
| №   | Название                        | Длительность |
| --- | ------------------------------- | ------------ |
| 1.  | «Панковская-сновидческая»       | 2:18         |
| 2.  | «Ну погоди!»                    | 1:29         |
| 3.  | «Заутренняя»                    | 4:28         |
| 4.  | «Обречённо/суициадальная»       | 4:52         |
| 5.  | «Подзаборно/хоккейно/глобусная» | 3:42         |
| 6.  | «Godpisem.net»                  | 4:33         |
| 7.  | «Маленький пригородный вальс»   | 3:27         |
| 8.  | «Кецалькоатль и Тецкатлипока»   | 5:46         |
| 9.  | «Международная»                 | 3:03         |
| 10. | «Мужская песня про деньги»      | 4:54         |
| 11. | «Рояля светлая печаль»          | 4:54         |
| 12. | «Достоевщина»                   | 2:43         |
| 13. | «Два ангела — II»               | 6:13         |
| 14. | «Монохромная»                   | 3:31         |
| 15. | «8-ми километровый рейв»        | 3:27         |

## Участники записи

### Группа «Пилот»
- Илья Чёрт — вокал
- Станислав Марков — бас
- Виктор Бастраков — гитара
- Николай Лысов — барабаны
- Павел Ключарев — клавиши, рояль, программирование

### Гости
- Вася Васин («Кирпичи»)
- Алексей Горшенев («Кукрыниксы»)
- Ксения Ермакова («Джан ку»)
- Александр Конвисер («Бригадный подряд»)
- Хелависа («Мельница»)
- музыканты групп Кукрыниксы и МультFильмы